# NGC 483
NGC 483 (również PGC 4961 lub UGC 906) – galaktyka spiralna (S), znajdująca się w gwiazdozbiorze Ryb. Odkrył ją John Herschel 11 listopada 1827 roku.